# Thaumaspis siccifolii
Thaumaspis siccifolii är en insektsart som först beskrevs av Heinrich Hugo Karny 1922.  Thaumaspis siccifolii ingår i släktet Thaumaspis och familjen vårtbitare. Inga underarter finns listade i Catalogue of Life.